# Halowe Mistrzostwa Świata w Lekkoatletyce 2008
12. Halowe Mistrzostwa Świata w Lekkoatletyce – zawody sportowe, które rozgrywane były w dniach 7–9 marca 2008 w Walencji. Areną zmagań był stadion Luis Puig Palace.

## Rezultaty

### Mężczyźni
| Konkurencja                           | 1. miejsce                                                                                    | Wynik   | 2. miejsce                                                                                     | Wynik       | 3. miejsce                                                             | Wynik   |
| ------------------------------------- | --------------------------------------------------------------------------------------------- | ------- | ---------------------------------------------------------------------------------------------- | ----------- | ---------------------------------------------------------------------- | ------- |
| Bieg na 60 m (szczegóły)              | Olusoji Fasuba                                                                                | 6,51    | Dwain Chambers Kim Collins                                                                     | 6,54 · 6,54 | N/A                                                                    | N/A     |
| Bieg na 400 m (szczegóły)             | Tyler Christopher                                                                             | 45,67   | Johan Wissman                                                                                  | 46,04       | Chris Brown                                                            | 46,26   |
| Bieg na 800 m (szczegóły)             | Abubaker Kaki Khamis                                                                          | 1:44,81 | Mbulaeni Mulaudzi                                                                              | 1:44,91     | Youssef Saad Kamel                                                     | 1:45,26 |
| Bieg na 1500 m (szczegóły)            | Deresse Mekonnen                                                                              | 3:38,23 | Daniel Kipchirchir Komen                                                                       | 3:38,54     | Juan Carlos Higuero                                                    | 3:38,82 |
| Bieg na 3000 m (szczegóły)            | Tariku Bekele                                                                                 | 7:48,23 | Paul Kipsiele Koech                                                                            | 7:49,05     | Abreham Cherkos Feleke                                                 | 7:49,96 |
| Bieg na 60 m przez płotki (szczegóły) | Liu Xiang                                                                                     | 7,46    | Allen Johnson                                                                                  | 7,55        | Jewgienij Borisow Staņislavs Olijars                                   | 7,60    |
| Sztafeta 4 × 400 m (szczegóły)        | Stany Zjednoczone James Davis · Jamaal Torrance · Greg Nixon · Kelly Willie · Joel Stallworth | 3:06,79 | Jamajka Michael Blackwood · Edino Steele · Adrian Findlay · DeWayne Barrett · Aldwyn Sappleton | 3:07,69     | Dominikana Arismendy Peguero · Carlos Santa · Pedro Mejía · Yoel Tapia | 3:07,77 |
| Skok wzwyż (szczegóły)                | Stefan Holm                                                                                   | 2,36    | Jarosław Rybakow                                                                               | 2,34        | Andra Manson Kiriakos Joanu                                            | 2,30    |
| Skok o tyczce (szczegóły)             | Jewgienij Łukjanienko                                                                         | 5,90    | Brad Walker                                                                                    | 5,85        | Steve Hooker                                                           | 5,80    |
| Skok w dal (szczegóły)                | Godfrey Khotso Mokoena                                                                        | 8,08    | Christopher Tomlinson                                                                          | 8,06        | Mohamed Salman Al-Khuwalidi                                            | 8,01    |
| Trójskok (szczegóły)                  | Phillips Idowu                                                                                | 17,75   | Arnie David Giralt                                                                             | 17,47       | Nelson Évora                                                           | 17,27   |
| Pchnięcie kulą (szczegóły)            | Christian Cantwell                                                                            | 21,77   | Reese Hoffa                                                                                    | 21,20       | Tomasz Majewski                                                        | 20,93   |
| Siedmiobój (szczegóły)                | Bryan Clay                                                                                    | 6371    | Andrej Krauczanka                                                                              | 6234        | Dmitrij Karpow                                                         | 6131    |

### Kobiety
| Konkurencja                           | 1. miejsce                                                                 | Wynik   | 2. miejsce                                                                 | Wynik   | 3. miejsce                                                                            | Wynik       |
| ------------------------------------- | -------------------------------------------------------------------------- | ------- | -------------------------------------------------------------------------- | ------- | ------------------------------------------------------------------------------------- | ----------- |
| Bieg na 60 m (szczegóły)              | Angela Williams                                                            | 7,06    | Jeanette Kwakye                                                            | 7,08    | Tahesia Harrigan                                                                      | 7,09        |
| Bieg na 400 m (szczegóły)             | Olesia Zykina                                                              | 51,09   | Natalja Nazarowa                                                           | 51,10   | Shareese Woods                                                                        | 51,41       |
| Bieg na 800 m (szczegóły)             | Tamsyn Lewis                                                               | 2:02,57 | Tetiana Petluk                                                             | 2:02,66 | Maria Mutola                                                                          | 2:02,97     |
| Bieg na 1500 m (szczegóły)            | Gelete Burka                                                               | 3:59,75 | Maryam Yusuf Jamal                                                         | 3:59,79 | Danieła Jordanowa                                                                     | 4:04,19     |
| Bieg na 3000 m (szczegóły)            | Meseret Defar                                                              | 8:38,79 | Meselech Melkamu                                                           | 8:41,50 | Mariem Alaoui Selsouli                                                                | 8:41,66     |
| Bieg na 60 m przez płotki (szczegóły) | LoLo Jones                                                                 | 7,80    | Candice Davis                                                              | 7,93    | Anay Tejeda                                                                           | 7,98        |
| Sztafeta 4 × 400 m (szczegóły)        | Rosja Julija Guszczina · Tatjana Lewina · Natalja Nazarowa · Olesia Zykina | 3:28,17 | Białoruś Hanna Kazak · Iryna Chlustawa · Swiatłana Usowicz · Iłona Usowicz | 3:28,90 | Stany Zjednoczone Angel Perkins · Miriam Barnes · Shareese Woods · Moushaumi Robinson | 3:29,30     |
| Skok wzwyż (szczegóły)                | Blanka Vlašić                                                              | 2,03    | Jelena Slesarienko                                                         | 2,01    | Wita Pałamar                                                                          | 2,01        |
| Skok o tyczce (szczegóły)             | Jelena Isinbajewa                                                          | 4,75    | Jennifer Suhr                                                              | 4,75    | Fabiana Murer Monika Pyrek                                                            | 4,70 · 4,70 |
| Skok w dal (szczegóły)                | Naide Gomes                                                                | 7,00    | Maurren Maggi                                                              | 6,89    | Irina Simagina                                                                        | 6,88        |
| Trójskok (szczegóły)                  | Yargelis Savigne                                                           | 15,05   | Marija Šestak                                                              | 14,68   | Olga Rypakowa                                                                         | 14,58       |
| Pchnięcie kulą (szczegóły)            | Valerie Vili                                                               | 20,19   | Li Meiju                                                                   | 19,09   | Misleydis González                                                                    | 18,75       |
| Pięciobój (szczegóły)                 | Tia Hellebaut                                                              | 4867    | Kelly Sotherton                                                            | 4852    | Anna Bogdanowa                                                                        | 4753        |

Za stosowanie dopingu zdyskwalifikowane zostały trzy zawodniczki, które startowały w konkursie biegu na 1500 m – Rosjanki Jelena Sobolewa i Julija Fomienko (obie zostały też pozbawione medali) oraz Francuzka Bouchra Ghezielle. Kulomiotka Nadzieja Astapczuk oraz trójskoczkini Chrisopiji Dewedzi również straciły medale zdobyte na tym czempionacie po tym, jak udowodniono stosowanie u lekkoatletek stosowanie dopingu.

## Klasyfikacja medalowa
*   Gospodarz ( Hiszpania)
| Miejsce | Reprezentacja              | Złoto | Srebro | Brąz | Razem |
| ------- | -------------------------- | ----- | ------ | ---- | ----- |
| 1       | Stany Zjednoczone          | 5     | 5      | 3    | 13    |
| 2       | Rosja                      | 4     | 3      | 3    | 10    |
| 3       | Etiopia                    | 4     | 1      | 1    | 6     |
| 4       | Wielka Brytania            | 1     | 4      | 0    | 5     |
| 5       | Kuba                       | 1     | 1      | 2    | 4     |
| 6       | Szwecja                    | 1     | 1      | 0    | 2     |
| 6       | Południowa Afryka          | 1     | 1      | 0    | 2     |
| 6       | Chiny                      | 1     | 1      | 0    | 2     |
| 9       | Portugalia                 | 1     | 0      | 1    | 2     |
| 9       | Australia                  | 1     | 0      | 1    | 2     |
| 11      | Nowa Zelandia              | 1     | 0      | 0    | 1     |
| 11      | Belgia                     | 1     | 0      | 0    | 1     |
| 11      | Kanada                     | 1     | 0      | 0    | 1     |
| 11      | Nigeria                    | 1     | 0      | 0    | 1     |
| 11      | Chorwacja                  | 1     | 0      | 0    | 1     |
| 11      | Sudan                      | 1     | 0      | 0    | 1     |
| 17      | Kenia                      | 0     | 2      | 0    | 2     |
| 17      | Białoruś                   | 0     | 2      | 0    | 2     |
| 19      | Bahrajn                    | 0     | 1      | 1    | 2     |
| 19      | Ukraina                    | 0     | 1      | 1    | 2     |
| 19      | Brazylia                   | 0     | 1      | 1    | 2     |
| 22      | Saint Kitts i Nevis        | 0     | 1      | 0    | 1     |
| 22      | Słowenia                   | 0     | 1      | 0    | 1     |
| 22      | Jamajka                    | 0     | 1      | 0    | 1     |
| 25      | Polska                     | 0     | 0      | 2    | 2     |
| 25      | Kazachstan                 | 0     | 0      | 2    | 2     |
| 27      | Mozambik                   | 0     | 0      | 1    | 1     |
| 27      | Brytyjskie Wyspy Dziewicze | 0     | 0      | 1    | 1     |
| 27      | Hiszpania*                 | 0     | 0      | 1    | 1     |
| 27      | Dominikana                 | 0     | 0      | 1    | 1     |
| 27      | Bahamy                     | 0     | 0      | 1    | 1     |
| 27      | Cypr                       | 0     | 0      | 1    | 1     |
| 27      | Łotwa                      | 0     | 0      | 1    | 1     |
| 27      | Bułgaria                   | 0     | 0      | 1    | 1     |
| 27      | Arabia Saudyjska           | 0     | 0      | 1    | 1     |
| 27      | Maroko                     | 0     | 0      | 1    | 1     |
| Razem   | Razem                      | 26    | 27     | 28   | 81    |